# Ängsröksvamp
Ängsröksvamp (Lycoperdon pratense) är en svampart som beskrevs av Pers. 1797. Enligt Catalogue of Life ingår Ängsröksvamp i släktet Lycoperdon,  och familjen Agaricaceae, men enligt Dyntaxa är tillhörigheten istället släktet Lycoperdon,  och familjen röksvampar. Arten är reproducerande i Sverige. Inga underarter finns listade i Catalogue of Life.

## Bildgalleri

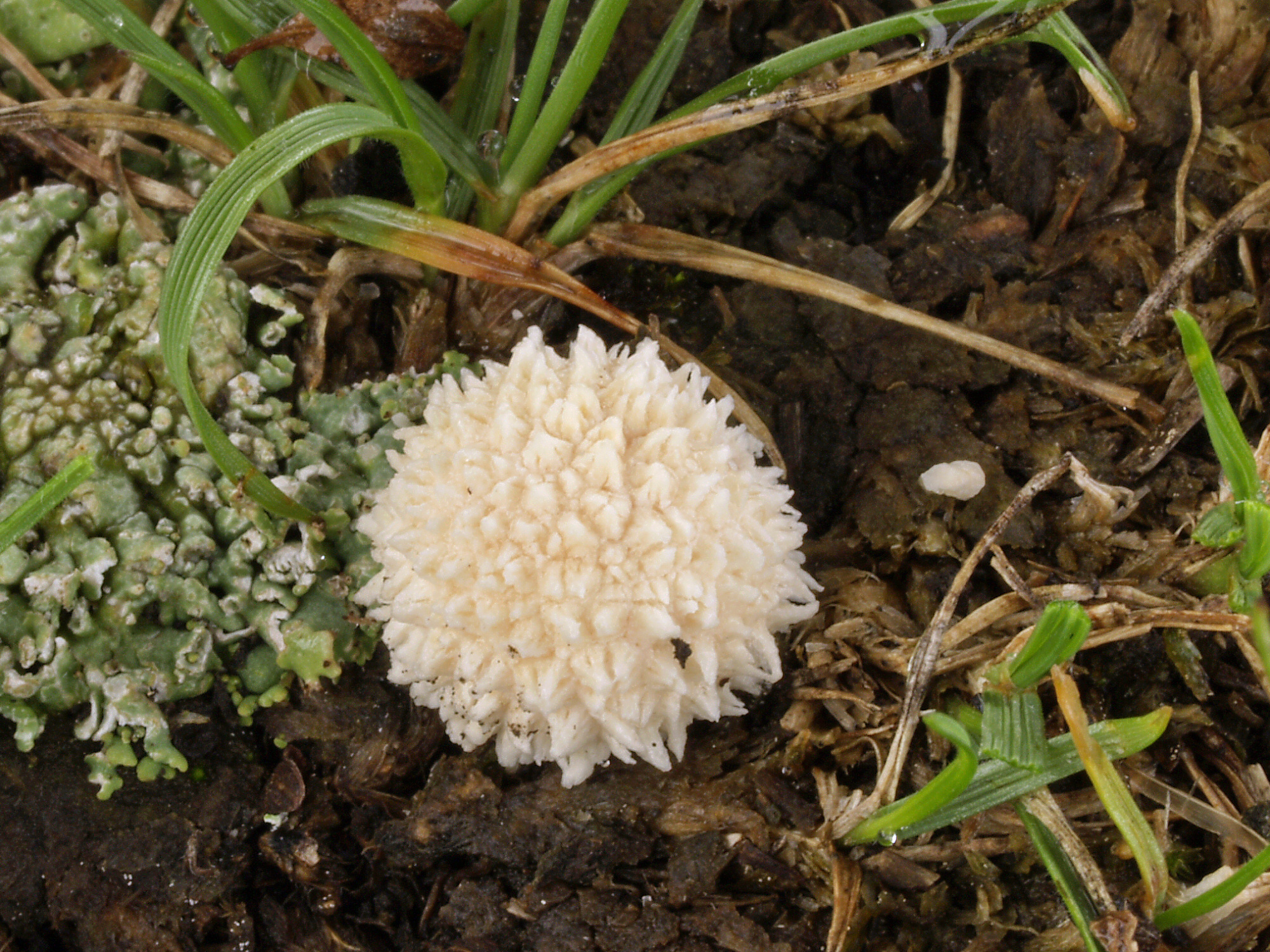
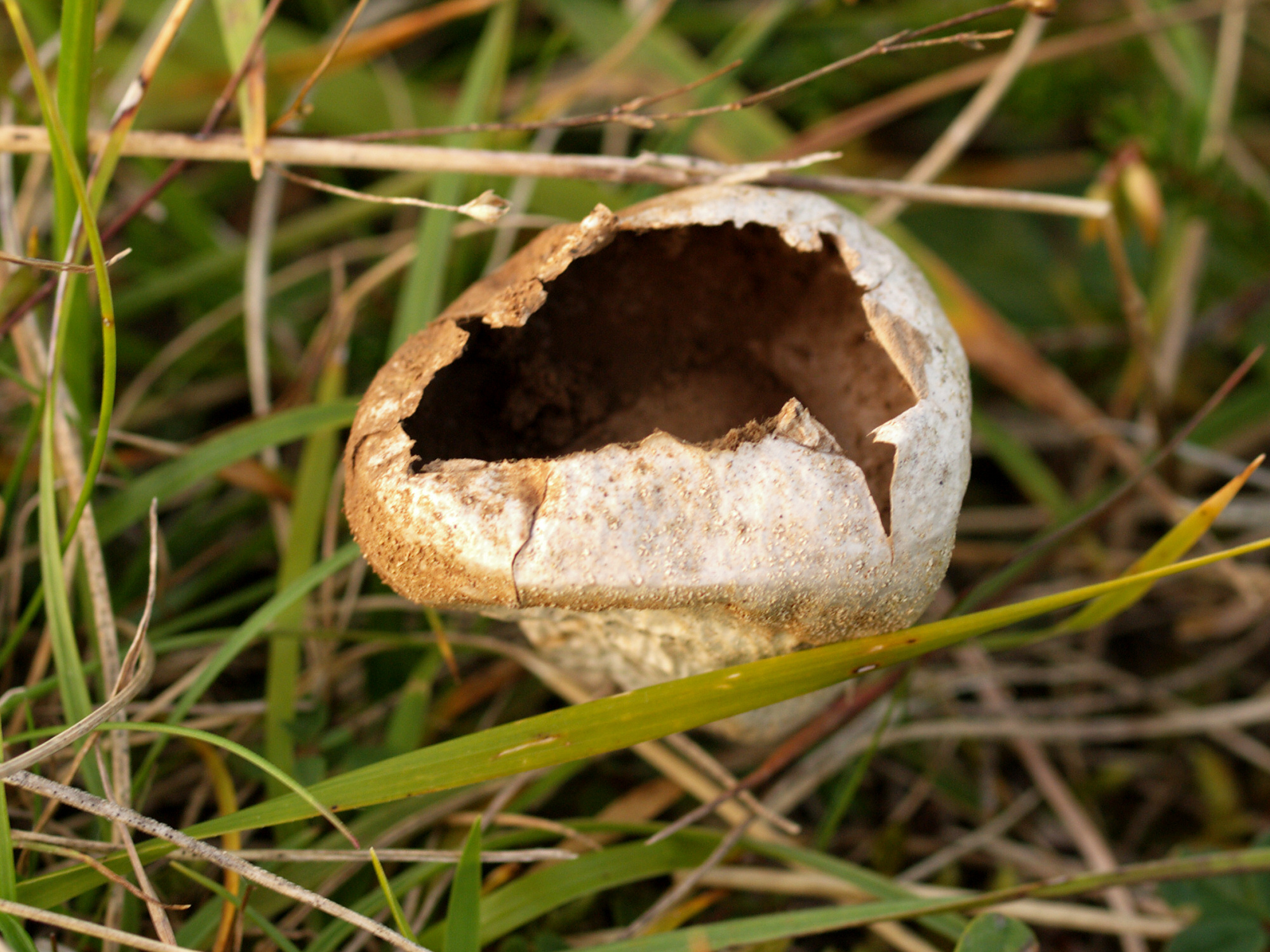
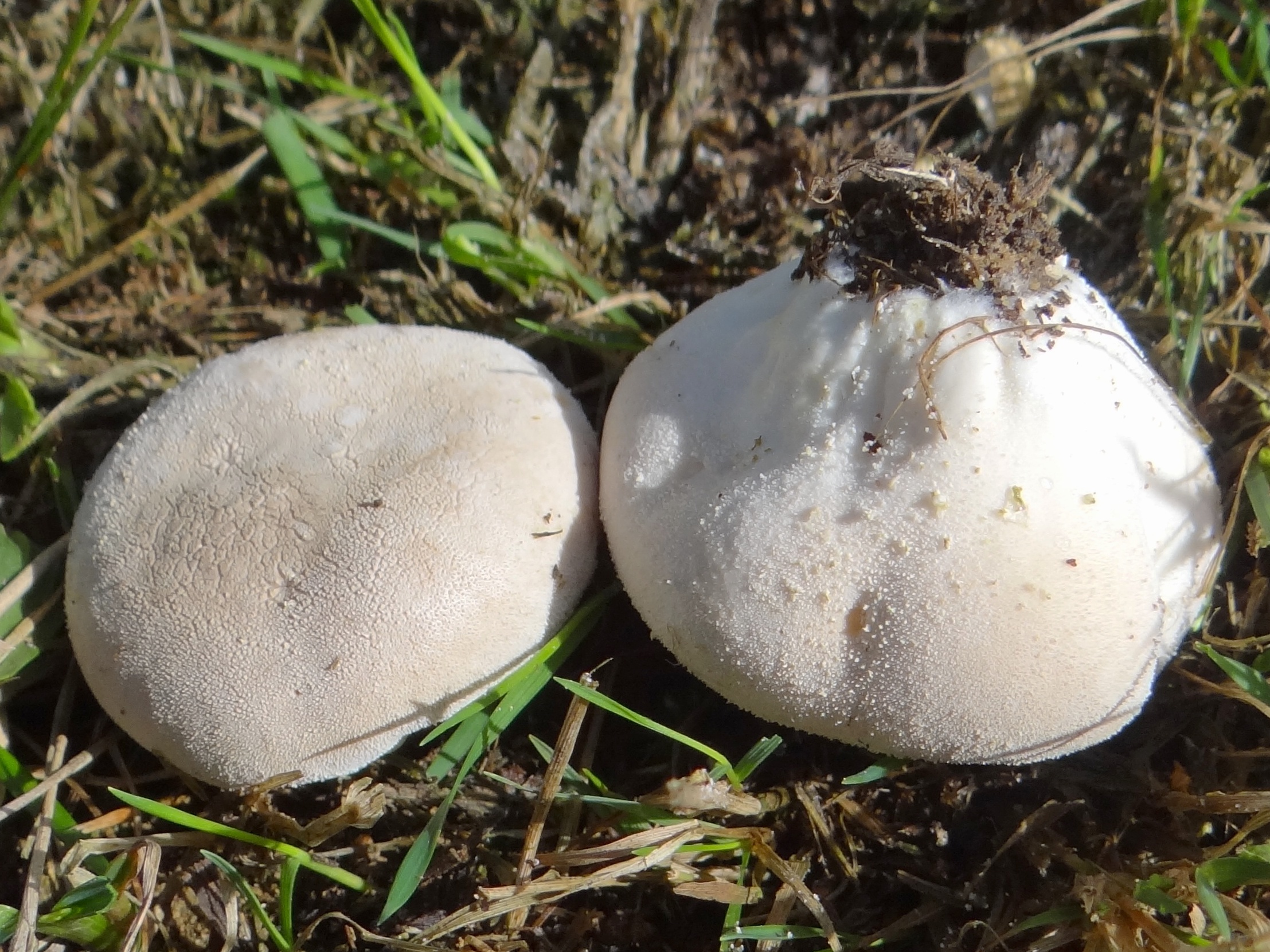
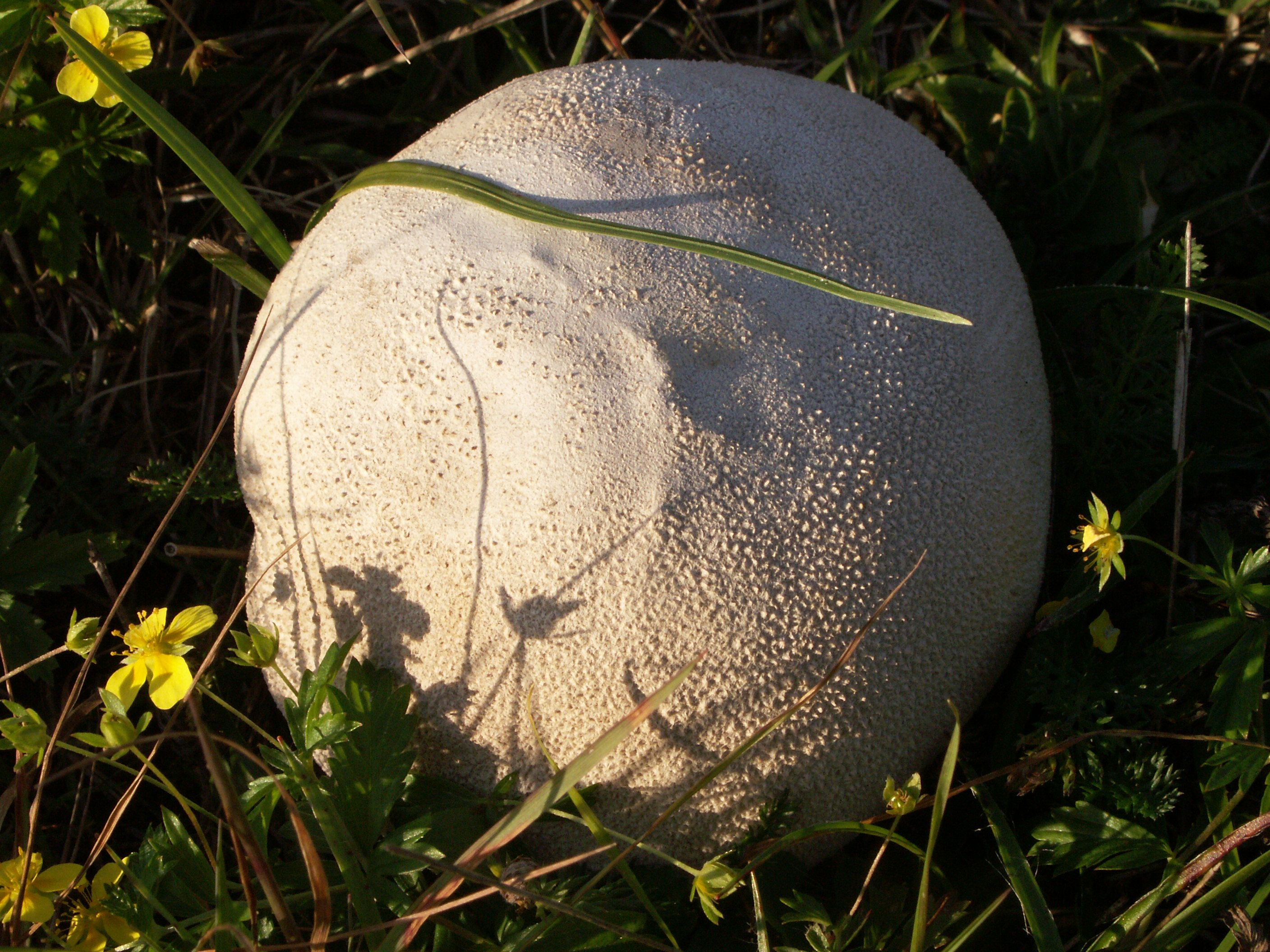